# Taksonomija (biologija)
Taksonomija je biološka disciplina, koja se bavi teoretskim i praktičnim definiranjem taksona i dodijeljivanjem taksonomskih kategorija određenim taksonima. Ime potječe od grčkih riječi „tassein” - klasificirati i „nomos” - zakon, znanost.
U početku se taksonomija bavila samo praksom klasificiranja organizama (što je područje poddiscipline klasifikacije), ali je naknadno prošireno polje istraživanja i na izučavanje principa i teorija klasificiranja. Danas biološka taksonomija daje pravila klasificiranja organizama u složene drvolike hijerarhijske sustave, gdje se više hijerarhijski nižih taksona podvodi pod jedan hijerarhijski viši. U svojim istraživanjima, taksonomi se vode rezultatima svih ostalih bioloških disciplina, imajući na taj način multidisciplinaran pristup problemu klasificiranja.
Organizmi su grupirani u taksone i tim skupinama daje se taksonomski rang; grupe određenog ranga mogu se klasificirati kako bi se formirala inkluzivnija grupa višeg ranga, čineći tako taksonomsku hijerarhiju. Glavni rangovi u modernoj upotrebi su: domena, carstvo, koljeno, razred, red, porodica, rod, vrsta. 
Švedski botaničar Carl Linné smatra se utemeljiteljem sadašnjeg sustava taksonomije, budući da je razvio rangirani sustav poznat kao Linnaeova taksonomija za kategorizaciju organizama i binominalna nomenklatura za imenovanje organizama. Svojim glavnim djelima „Systema Naturae”  1735., „Species Plantarum” 1753. i „Systema Naturae” revolucionirao je modernu taksonomiju. Njegovi su radovi implementirali standardizirani binomni sustav imenovanja za životinjske i biljne vrste, što se pokazalo kao elegantno rješenje za kaotičnu i neorganiziranu taksonomsku literaturu. On ne samo da je uveo standard razreda, reda, roda i vrste, već je i omogućio prepoznavanje biljaka i životinja iz svoje knjige, koristeći manje dijelove cvijeta. Tako je rođen Linnaeov sustav, koji se i danas koristi na isti način kao što je bio u 18. stoljeću. Trenutačno taksonomisti biljaka i životinja smatraju Linnaeusov rad "početnom točkom" za valjana imena (1753. odnosno 1758. godine). Imena objavljena prije ovih datuma nazivaju se "predlinneovskim" i ne smatraju se valjanima (s izuzetkom pauka objavljenih u Svenska Spindlar). Čak se i taksonomska imena koja je sam Linné objavio prije ovih datuma smatraju predlineovskim.